# Indigofera pungens
Indigofera pungens är en ärtväxtart som beskrevs av Ernst Meyer. Indigofera pungens ingår i släktet indigosläktet, och familjen ärtväxter. Inga underarter finns listade i Catalogue of Life.